# Geni, popoli e lingue
Geni, popoli e lingue (Gènes, peuples et langues: une histoire de la diversité humaine) è un saggio del genetista italiano Luigi Luca Cavalli-Sforza pubblicato originariamente in lingua francese nel 1996.

## Storia

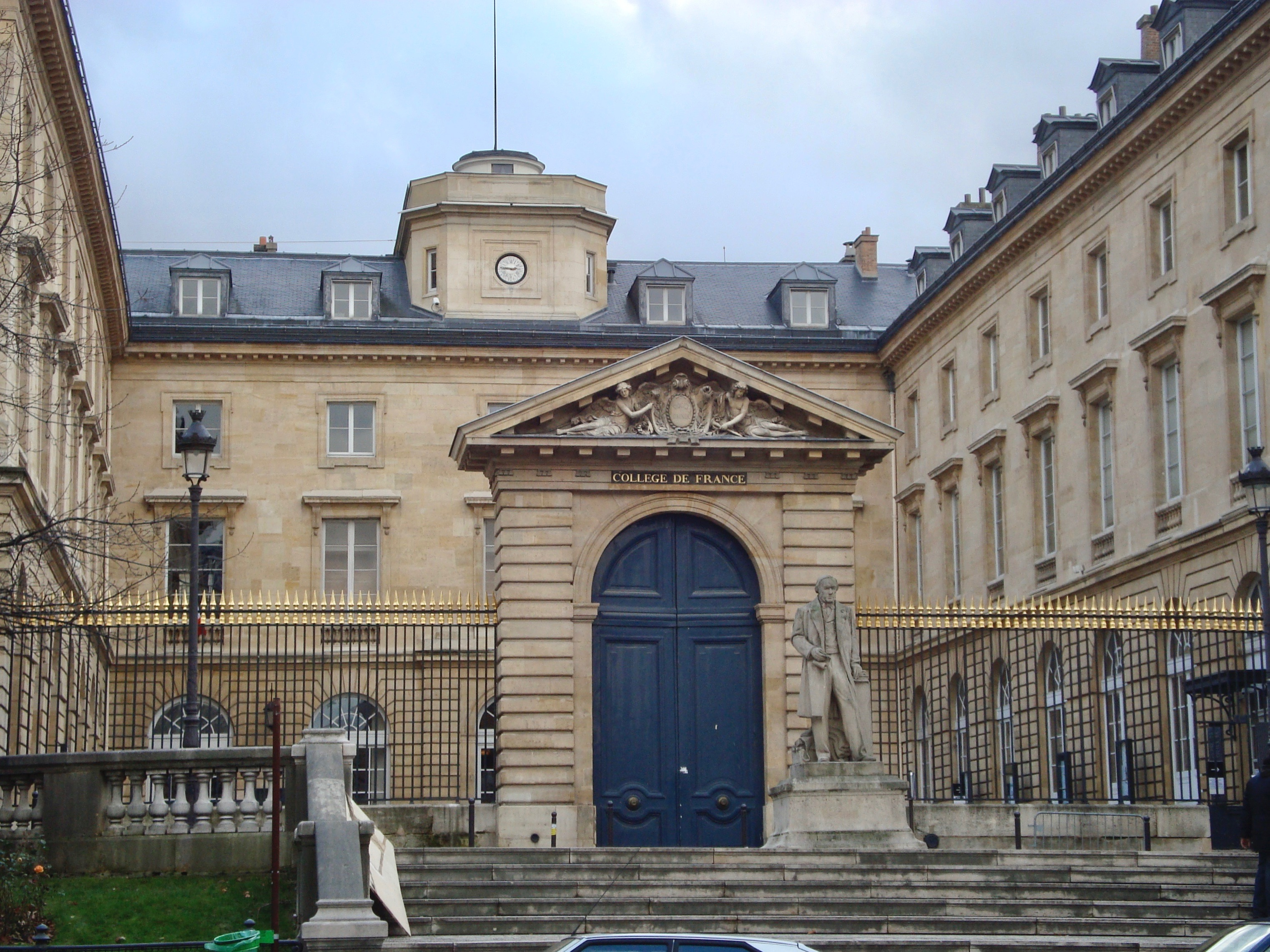
Collège de France

L'autore, professore di genetica all'Università di Stanford, svolse due corsi sulle sue ricerche nel campo dell'evoluzione umana al Collège de France nel 1981 e nel 1990. L'autore espose i risultati che gli sembrano più significativi delle sue ricerche «sugli ultimi centomila anni di evoluzione umana, che ho pian piano esteso dalla genetica alla demografia, all'archeologia e alla linguistica». Geni, popoli e lingue nacque dalla riscrittura dei testi delle lezioni dopo l'invito alla loro pubblicazione, in lingua francese, nelle edizioni Odile Jacob. Tradotto in lingua italiana da Elena Stubel, fu pubblicato dall'editore Adelphi il quale stava preparando l'edizione italiana di The history and geography of human genes, scritto da Cavalli Sforza in collaborazione con Paolo Menozzi e Alberto Piazza e pubblicato dalla Princeton University Press nel 1994. Geni, popoli e lingue ebbe un buon successo commerciale (nel 2008 uscì la IX edizione, ISBN 978-88-459-1200-9), fu tradotto in inglese e tedesco e fruttò all'autore nel 1997 il Premio Nonino.

## Contenuto

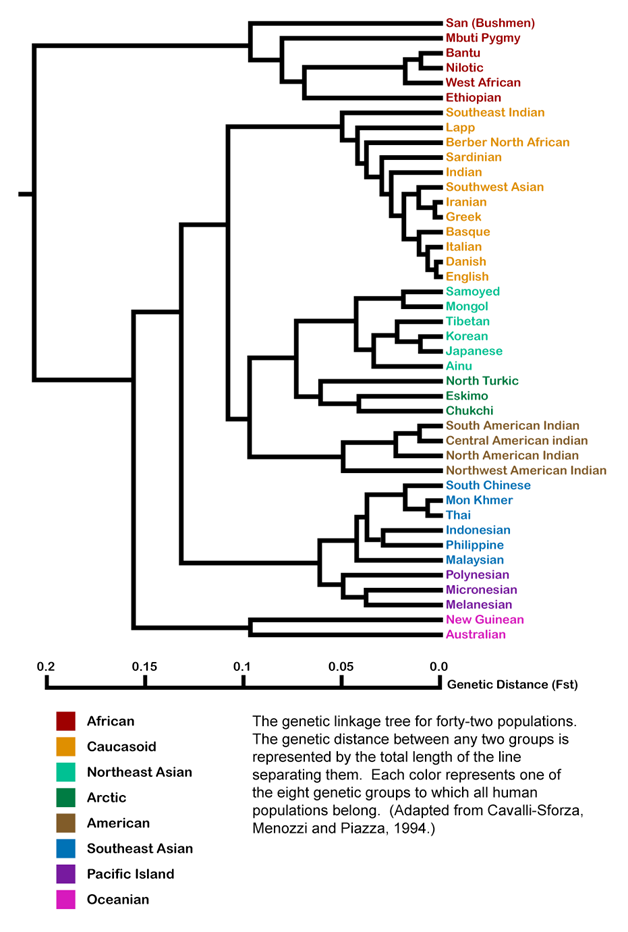
Albero genetico delle popolazioni (a sinistra) e famiglie linguistiche (a destra, a colori)

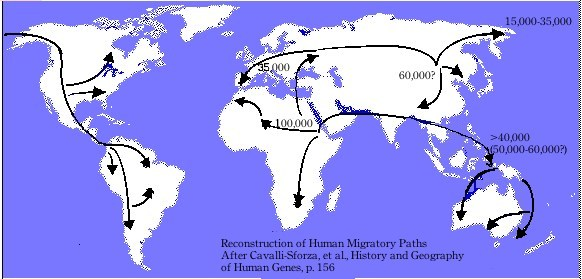
Espansione dell'uomo moderno nel paleolitico: vie ipotetiche

Geni, popoli e lingue è strutturato in una Prefazione e cinque capitoli. L'autore espone i concetti generali e i metodi utilizzati nello studio della genetica delle popolazioni, ricorrendo a un approccio multidisciplinare in cui si tiene conto dei dati provenienti dalla biologia, dalla linguistica, dalla archeologia e dalla demografia. Dalla distribuzione geografica di centinaia di geni su scala mondiale sono dedotte le linee filogenetiche delle popolazioni. Gli alberi genealogici sono poi messi in confronto con i dati provenienti da altre discipline, quali la linguistica e l'archeologia, giungendo tuttavia a una prospettiva unitaria. La sovrapposizione delle diverse genealogie (quella genetica, quella paleoantropologica e quella linguistica) permette infatti di affermare che i geni, i popoli e le lingue si sono irradiate per mezzo di una serie di migrazioni originate in Africa circa 100 000 anni fa.

## Edizioni
- Luigi Luca Cavalli-Sforza, Gènes, peuples et langues: une histoire de la diversité humaine, Paris: Éditions Odile Jacob, 1996, 322 p.; ISBN 978-2-7381-0342-0
- Luigi Luca Cavalli-Sforza, Geni, popoli e lingue; traduzione di Elena Stubel, Milano: Adelphi, Coll. Piccola biblioteca Adelphi n. 367, 1997, 354 p.; ISBN 88-459-1200-0
- Luigi Luca Cavalli-Sforza, Gene, Völker und Sprachen: Die biologischen Grundlagen unserer Zivilisation, München-Wien: Hanser, 1999, ISBN 3-446-19479-7
- Luigi Luca Cavalli-Sforza, Genes, peoples and languages, London: Penguin, 2001, XII, 227 p.; ISBN 0-14-029602-6
- Luigi Luca Cavalli-Sforza, Genes, pueblos y lenguas. Editorial Crítica, 2000. ISBN 978-84-8432-084-5.